# Bigroom Blitz
Bigroom Blitz (Bigroom nářez) je skladba německé hudební skupiny Scooter. Jako singl vyšla 23. května 2014 (52. singl kapely). Je prvním singlem z alba The Fifth Chapter. Jedná se také o první singl nahraný v nové sestavě, kdy Ricka J. Jordana nahradil Phil Speiser, a zároveň první písničku kapely ve stylu Bigroom house. Ve skladbě jsou použity vokály rappera Wize Khalify z písně Chris Brown (ft. Berner, Wiz Khalifa & Big K.R.I.T.) - Yoko. Později byl kvůli porušení autorských práv ze strany skupiny singl stažen z digitálního prodeje. Následně vyšel singl znovu, tentokrát bez vokálů Wize Khalify (jeho hlas je elektronicky upraven). Na albu The Fifth Chapter se nachází upravená verze skladby.
Nápis na přední obálce singlu je tvořen velkými trojrozměrnými písmeny, které jsou na sebe naházené jako krabice. Nápis je bílý na světlém pozadí. Písmeno 'i' ve slově blitz je nahrazeno symbolem velkého červeného blesku. Na zadní obálce je černobílá fotka členů kapely.
Ve videoklipu je možné poprvé vidět Phila Speisera - tehdejšího nového člena. Vše se odehrává jakoby ve fitness centru, kde hraje kapela a do rytmu písničky tančí (skáčou) dívky na trampolínách. Wiz Khalifa se v klipu nevyskytuje, přesto je jeho nepřítomnost nápaditě zamaskována.

## Seznam skladeb

### CD singl
1. Bigroom Blitz (Radio Mix) - (3:07)
2. Bigroom Blitz (Scooter Remix) - (4:00)

### Digitální download
1. Bigroom Blitz (Radio Mix) - (3:07)
2. Bigroom Blitz (Scooter Remix) - (4:00)
3. Bigroom Blitz (Extended Mix) - (4:14)
4. Bigroom Blitz (P.A.F.F. Remix) - (5:06)

### Digitální download - druhé vydání
1. Bigroom Blitz (Radio Mix) - (3:07)
2. Bigroom Blitz (Scooter Remix) - (4:00)
3. Bigroom Blitz (Extended Mix) - (4:14)